# Neptis emesa
Neptis emesa är en fjärilsart som beskrevs av Hans Fruhstorfer 1908. Neptis emesa ingår i släktet Neptis och familjen praktfjärilar. Inga underarter finns listade i Catalogue of Life.